# Reprezentacja Serbii w futsalu mężczyzn
Reprezentacja Serbii w futsalu – zespół futsalowy, biorący udział w imieniu Serbii w meczach i sportowych imprezach międzynarodowych, powoływany przez selekcjonera, w którym mogą występować wyłącznie zawodnicy posiadający obywatelstwo serbskie. Za jego funkcjonowanie odpowiedzialny jest Fudbalski savez Srbije.

## Udział w mistrzostwach świata
- 1996 – Nie zakwalifikowała się
- 1996 – Nie zakwalifikowała się
- 2004 – Nie zakwalifikowała się
- 2008 – Nie zakwalifikowała się
- 2012 – 1/16 finału

## Udział w mistrzostwach Europy
- 1996 – Nie zakwalifikowała się
- 1999 – 1. runda
- 2005 – Nie zakwalifikowała się
- 2007 – 1. runda
- 2010 – Ćwierćfinał
- 2012 – Ćwierćfinał